# روبرت وايت (سياسي أمريكي)
روبرت وايت (بالإنجليزية: Robert White) هو قاضي ومحامي وسياسي أمريكي، ولد في 29 مارس 1759 في وينشستر في الولايات المتحدة، وتوفي في 1 مارس 1831.